# Rotondi R-1 Gheppio
Il Rotondi R-1 Gheppio fu un aliante monoposto ad ala media progettato dall'ingegnere Gianfranco Rotondi nei primi anni cinquanta.
Destinato ad essere proposto come aliante da addestramento, venne realizzato in un unico esemplare nel 1952 ed utilizzato fino all'incidente che ne compromise la struttura in fase di decollo durante un concorso organizzato dalla AVM Milano.